# Cosquín
Pour les articles homonymes, voir Emmanuel Cosquin.
Cosquín est une ville de la province de Córdoba, en Argentine, et le chef-lieu du département de Punilla. Elle est située à 33 km (62 km par la route) au nord-ouest de la capitale provinciale Córdoba. Sa popularion s'élevait à 19 070 habitants en 2001.
Son nom vient du Rio Cosquín, la rivière qui la traverse. C'est une destination touristique importante de la province de Cordoba.

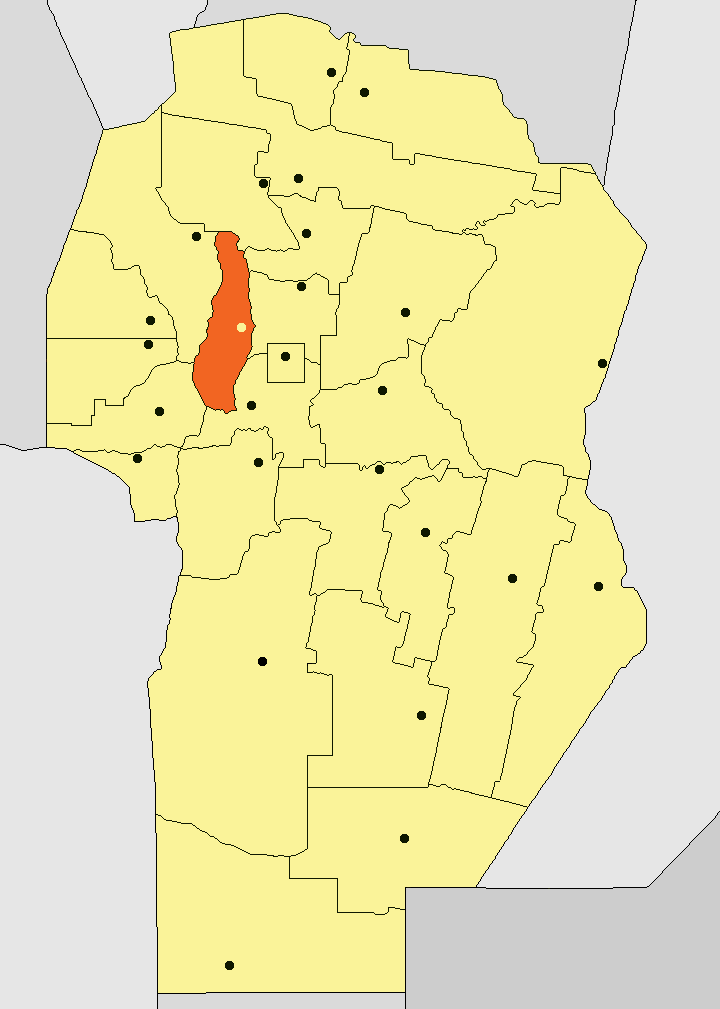
Localisation de la ville dans la province